# Epifanio el monje
Epifanio de Constantinopla, conocido como Epifanio el monje, monje bizantino del siglo VIII-IX, fue el autor de una de las más antiguas Vidas de María que se conocen, con el título completo de "Tratado sobre la vida y los años de la Santísima Madre de Dios". Con gran influencia de los apócrifos, aunque con un cierto esfuerzo crítico frente a ellos, va narrando toda su vida, desde su genealogía y el matrimonio de Joaquín y Ana hasta la Asunción. El texto fue transcrito por primera vez completamente y traducido del griego al latín por Mingarelli. Se encuentra en un códice en la Biblioteca Naniana, perteneciente a una familia de patricios venecianos. Jacques Paul Migne lo recogió en su Patrologia graeca (volumen 120).

## Edición
- Epifanio el Monje: Vida de María; traducción del griego, introducción y notas de Guillermo Pons Pons. Madrid: Ciudad Nueva, 1990.

- Datos: Q5383121